# Ptenidium fuscicorne
Ptenidium fuscicorne är en skalbaggsart som beskrevs av Wilhelm Ferdinand Erichson 1845. Ptenidium fuscicorne ingår i släktet Ptenidium, och familjen fjädervingar. Arten är reproducerande i Sverige.